# Brimfield (Massachusetts)
Brimfield es un pueblo ubicado en el condado de Hampden en el estado estadounidense de Massachusetts. En el Censo de 2010 tenía una población de 3.609 habitantes y una densidad poblacional de 39,48 personas por km².

## Geografía
Brimfield se encuentra ubicado en las coordenadas 42°7′46″N 72°12′19″O / 42.12944, -72.20528. Según la Oficina del Censo de los Estados Unidos, Brimfield tiene una superficie total de 91.4 km², de la cual 89.98 km² corresponden a tierra firme y (1.55%) 1.42 km² es agua.

## Demografía
Según el censo de 2010, había 3.609 personas residiendo en Brimfield. La densidad de población era de 39,48 hab./km². De los 3.609 habitantes, Brimfield estaba compuesto por el 96.76% blancos, el 0.78% eran afroamericanos, el 0.28% eran amerindios, el 0.47% eran asiáticos, el 0.06% eran isleños del Pacífico, el 0.11% eran de otras razas y el 1.55% pertenecían a dos o más razas. Del total de la población el 2.19% eran hispanos o latinos de cualquier raza.